# Tahiryuaq (Ferguson Lake)
Der Tahiryuaq (bis zum 21. September 2012 Ferguson Lake) ist ein See im Südosten der Insel Victoria Island im kanadischen Territorium Nunavut.

## Lage
Der See liegt etwa 30 km nördlich von Cambridge Bay. Er weist eine Längsausdehnung in Ost-West-Richtung von 76 km sowie eine maximale Breite von 8,5 km auf. Die Wasserfläche beträgt 562 km², die Gesamtfläche einschließlich Inseln 588 km². Der auf einer Höhe von 11 m gelegene See wird vom Ekalluk River in westlicher Richtung durchflossen und zur Wellington Bay, einer kleinen Bucht in der Dease Strait, entwässert.